# 6e circonscription sénatoriale du Chili
La 6e circonscription sénatoriale du Chili est une circonscription électorale située dans la région de Valparaíso et qui élit cinq sénateurs au Sénat chilien. 
Elle est créée en 2015, à partir de l'ancienne cinquième et sixième circonscription sénatoriale pour élire les sénateurs. Selon le recensement de 2017, elle compte 1 8 15 902 habitants.

## Communes
Description géographique de la sixième circonscription de la région de Valparaiso.
- La Ligua : 35 390 habitants.
- Petorca : 9 826 habitants.
- Cabildo : 19 388 habitants.
- Zapallar : 7 339 habitants.
- Papudo : 6 356 habitants.
- Villa Alemana : 126 548 habitants.
- Quilpué: 151 708 habitants.
- Quintero : 31 923 habitants.
- Puchuncaví : 18 546 habitants.
- Quillota : 90 517 habitants.
- Nogales : 22 120 habitants.
- Hijuelas : 17 988 habitants.
- La Calera : 50 554 habitants.
- La Cruz : 22 098 habitants.
- Limache : 46 121 habitants.
- Olmué : 17 516 habitants.
- San Felipe : 76 844 habitants.
- Panquehue : 7 273 habitants.
- Catemu : 13 998 habitants.
- Putaendo : 16 754 habitants.
- Santa María : 15 241 habitants.
- Llay-Llay : 24 608 habitants.
- Los Andes : 66 708 habitants.
- Calle Larga : 14 832 habitants.
- San Esteban : 18 855 habitants.
- Rinconada : 10 207 habitants.

## Historique des députés

### Représentation partisane
| Sénateurs de la 6e circonscription (depuis 2018) | Sénateurs de la 6e circonscription (depuis 2018) | Sénateurs de la 6e circonscription (depuis 2018) |
| Législature                                      | Élections                                        | Composition                                      |
| ------------------------------------------------ | ------------------------------------------------ | ------------------------------------------------ |
| LV                                               | 2017                                             | \| 2 \| 2 \| 1 \|                                |
| 2                                                | 2                                                | 1                                                |

### Députés

#### LVeet LVIelégislature (depuis 2018)

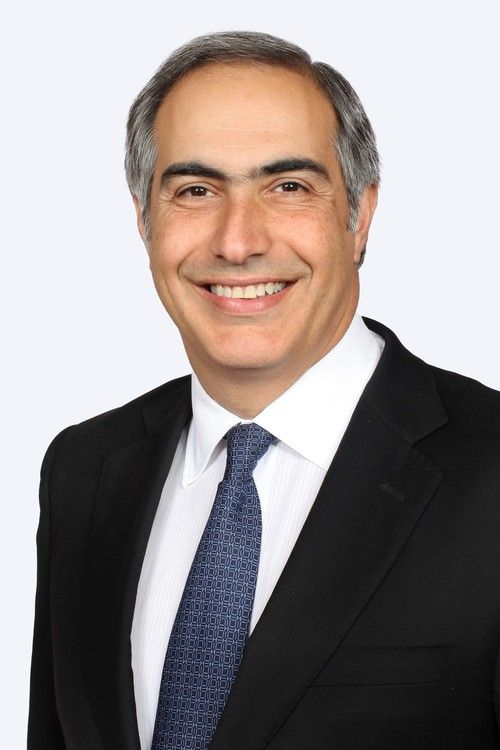
Francisco Chahuán (es) (RN)
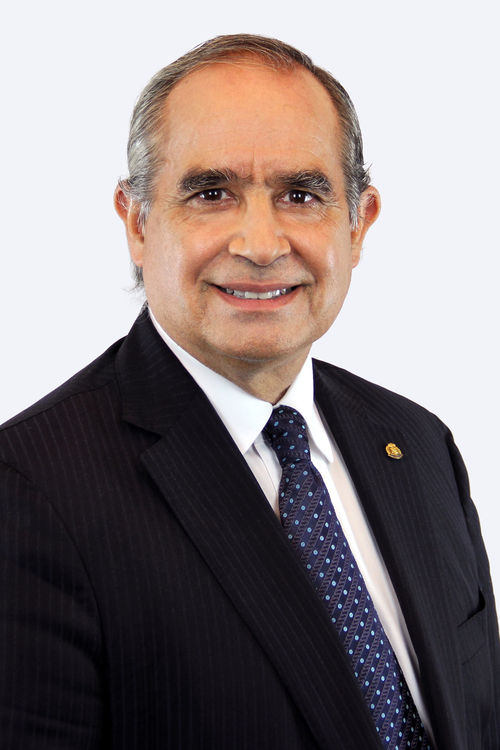
Kenneth Pugh (es) (RN)
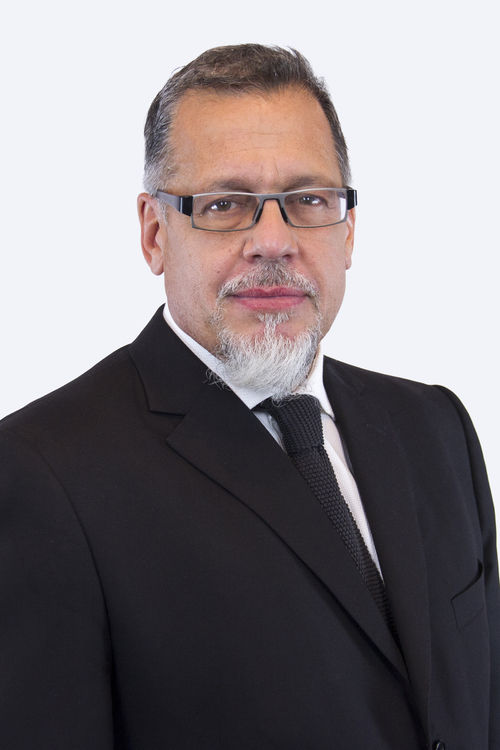
Ricardo Lagos Weber (PPD)
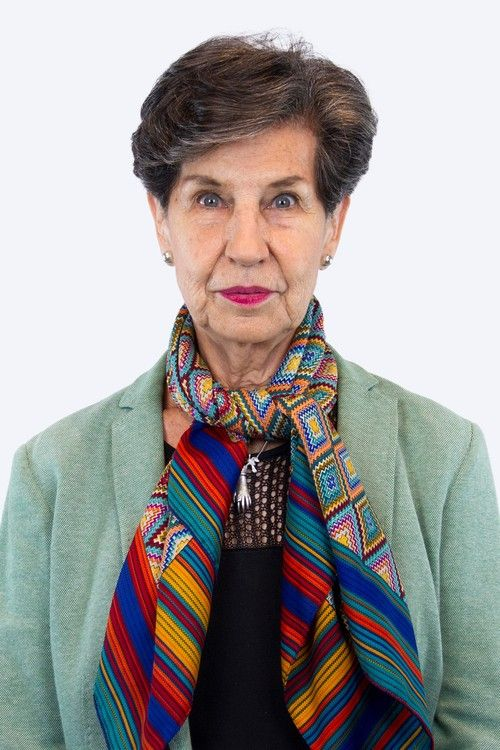
Isabel Allende Bussi (PS)
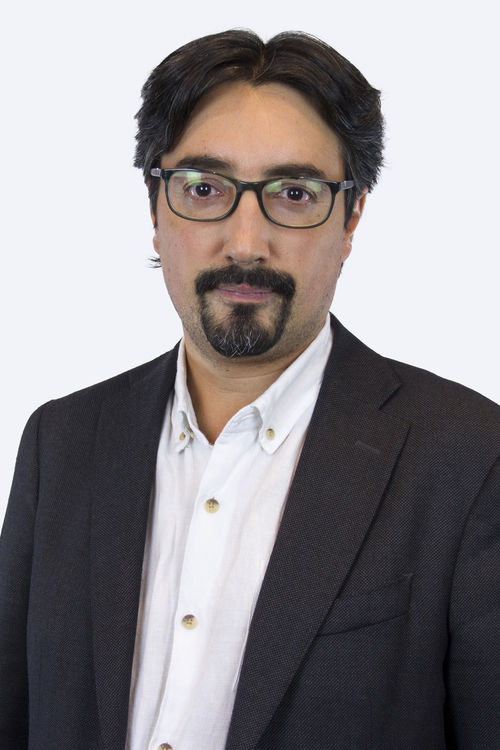
Juan Ignacio Latorre (FA)

## Historique des élections

### Élections parlementaires de 2017

#### Cartes

Résultats par communes et par coalitions.

#### Résultats par partis et coalitions
| Candidat                       | Candidat                      | Coalition                     | Partis                        | Partis                        | Voix    | %     | Sièges | +/-           |
| ------------------------------ | ----------------------------- | ----------------------------- | ----------------------------- | ----------------------------- | ------- | ----- | ------ | ------------- |
|                                | Francisco Chahuán (es)        | Chile Vamos                   |                               | RN                            | 150 065 | 22,60 | Élu    |               |
| Andrea Molina (es)             |                               | Chile Vamos                   | UDI                           | 64 686                        | 9,74    |       |        |               |
| Kenneth Pughs (es)             |                               | Chile Vamos                   | RN                            | 14 203                        | 2,14    | Élu   |        |               |
| Francisco Bartolucci (es)      |                               | Chile Vamos                   | UDI                           | 9 446                         | 1,42    |       |        |               |
| Carmen Ximena Zamora Bravo     |                               | Chile Vamos                   | UDI                           | 1 671                         | 0.25    |       |        |               |
| Total Chile Vamos              | Total Chile Vamos             | Total Chile Vamos             | Total Chile Vamos             | Total Chile Vamos             | 244 623 | 36,85 | 2      | 1             |
|                                | Ricardo Lagos Weber           | La force de la Majorité       |                               | PPD                           | 74 031  | 11,15 | Élu    |               |
| Isabel Allende Bussi           |                               | La force de la Majorité       | PS                            | 59 214                        | 8,92    | Élue  |        |               |
| Nelson Ávila (es)              |                               | La force de la Majorité       | PR                            | 23 234                        | 3,50    |       |        |               |
| Marco Antonio Núñez (es)       |                               | La force de la Majorité       | PPD                           | 19 788                        | 2,98    |       |        |               |
| Abel Gallardo Pérez            |                               | La force de la Majorité       | PS                            | 4 476                         | 0,67    |       |        |               |
| Josefina Bustamante Díaz       |                               | La force de la Majorité       | PR                            | 2 103                         | 0,32    |       |        |               |
| Total La force de la Majorité  | Total La force de la Majorité | Total La force de la Majorité | Total La force de la Majorité | Total La force de la Majorité | 182 846 | 27,54 | 2      | en stagnation |
|                                | Juan Ignacio Latorre          | Front large                   |                               | RD                            | 30 545  | 4,60  | Élu    |               |
| Mónica Valencia Becerra        |                               | Front large                   | PI (es)                       | 26 655                        | 4,01    |       |        |               |
| Octavio González Ojeda         |                               | Front large                   | PH                            | 22 997                        | 3,46    |       |        |               |
| Francisco Gabriel Marín Castro |                               | Front large                   | PC (es)                       | 16 222                        | 2,44    |       |        |               |
| Total Front large              | Total Front large             | Total Front large             | Total Front large             | 96 419                        | 14,52   | 1     | 1      |               |